# Джон, Эдмунд

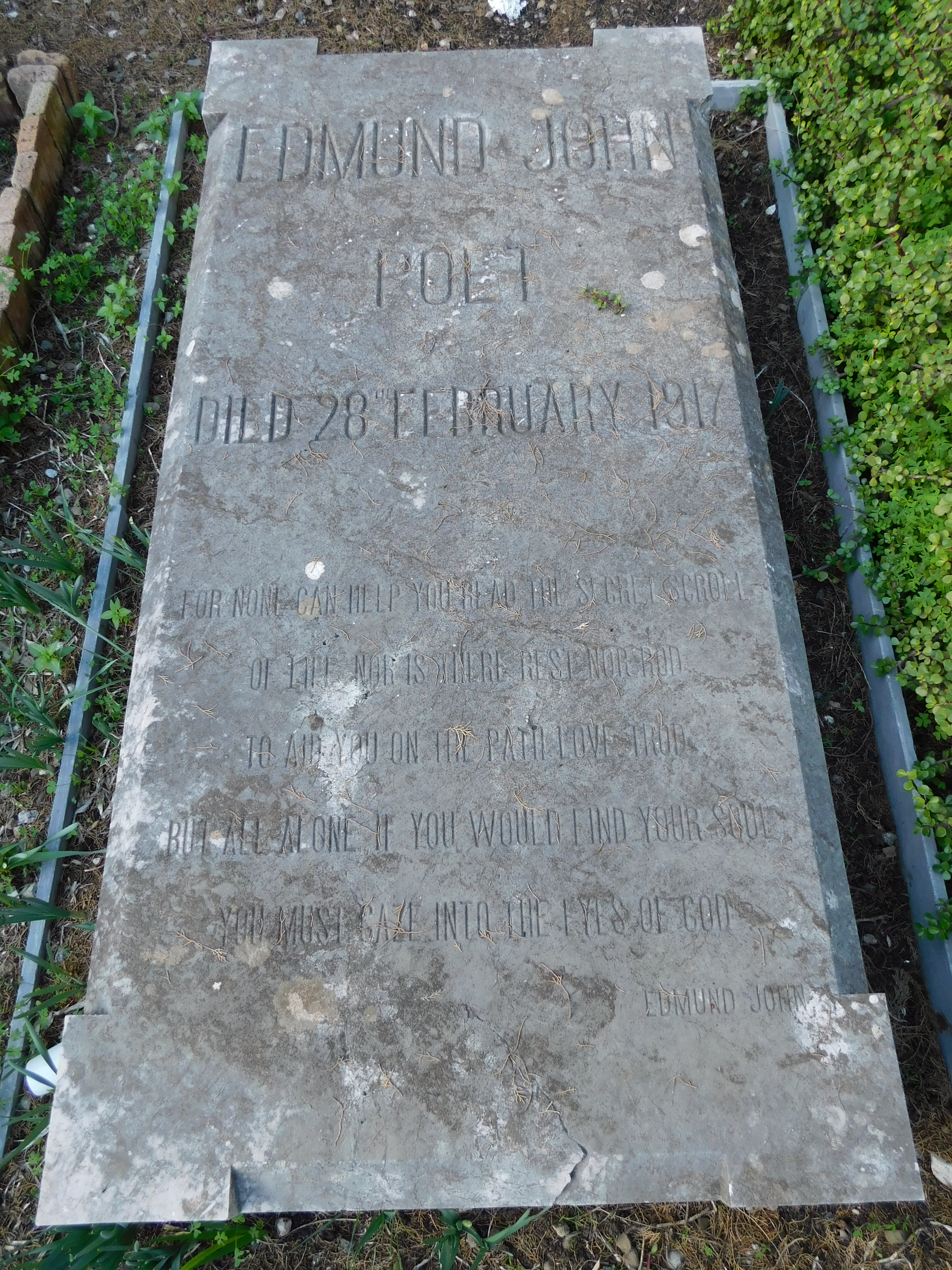
Надгробье на кладбище в Таормине, Сицилия

Эдмунд Джон (англ. Edmund John; 27 ноября 1883, Великобритания — 28 февраля 1917, Таормина, Сицилия) — британский поэт уранической поэтической школы. Его стихи были созданы по образцу поэзии символистов Алджернона Чарльза Суинберна и других более ранних поэтов. Большая часть его трудов была осуждена критиками за чрезмерное декадентство и несовременность. Он участвовал в Первой мировой войне, но в 1916 году потерял свою работоспособность. Год спустя он умер в Таормине (Сицилия).